# 白肩黑鹮
，是鹈形目鹮科的一种鸟类。

## 特征
白肩黑鹮体重约1588克，翼长约406.8毫米，嘴峰长约170.8毫米，喙宽度约12.1毫米，喙厚度约20毫米，跗蹠长约85毫米，尾长约199.6毫米。白肩黑鹮在其分布区内为留鸟，其栖息在半开放的湖泊、沼泽等湿地环境中，食性为肉食性，主要食物来源是水生动物。

## 分布
中国西南部至缅甸、泰国。